# 高达王国
羯羅拏蘇伐剌那國，意译作金耳国，王号乔荼（羅馬化：Gauṛa rājya），在英语中称“高达王国”（Gauda Kingdom），为古典印度后期的一股势力，是孟加拉地区的起源。。

## 名称
「乔荼」（Gauḍa，“荼（ḍa）”通“茶”，类似现代标准汉语和闽东语的“茶”音）一词最早出现于公元5世纪左右，但是何时用于指代此地区已不可考。公元6世纪末，笈多帝國封臣设赏伽于此建立了金耳国，晚期这一词汇逐渐变音为“乔罗”（Gauṛa），形成今天的孟加拉语名称。

## 历史

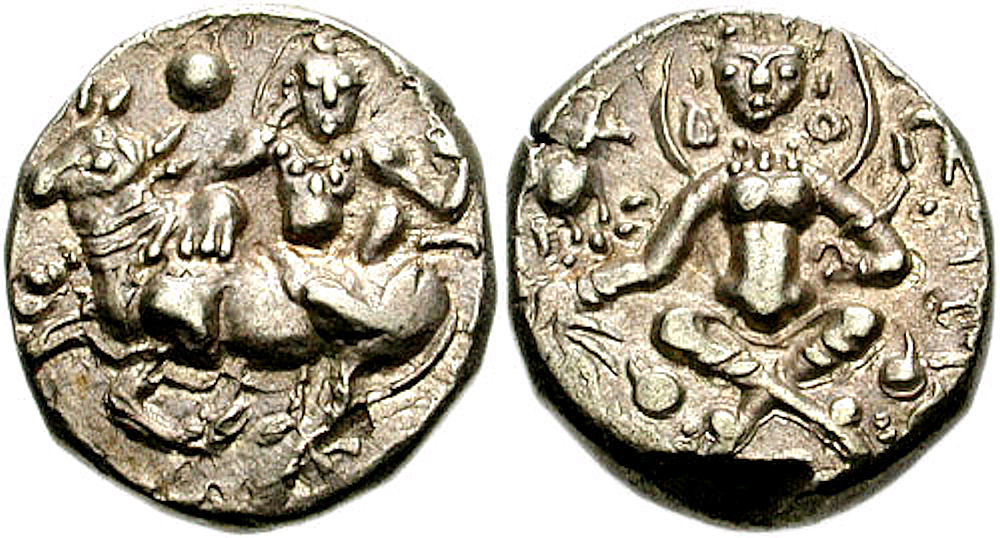
設賞伽硬币，约600年至630年

設賞伽首次将孟加拉地区各独立的政治实体统一，是为高达王国。他在位时间为7世纪，一些历史学家推测为590年至625年。王国首都金耳城，位于今巴哈拉姆普尔西南9.6（6.0英里）。
中国高僧玄奘曾游历羯羅拏蘇伐剌那國，自金耳城至今奥里萨邦一带。并明确记载道奔那伐弹那国为金耳国一部分。
606年，普西亚布蒂王朝的曷利沙伐弹那即位后，紧接着便与迦摩缕波的拘罗摩夹击金耳国。后者甚至想要进攻金耳城。设赏伽被击退。
设赏伽离世后，其子摩那婆继位，但只掌权了八个月即遭推翻，孟加拉地区再次陷入群龙无首的状态。

## 宗教信仰
玄奘称“好尚学艺，邪正兼信”、“习学小乘正量部法”、“异道寔多”、“初，此国未信佛法，时南印度有一外道，腹锢铜鍱，首戴明炬，杖策高步来入此城，振击论鼓，求欲论义”。

## 后事
乔荼末代君主死后，其子献国波罗，波罗王朝君主在当地被称作「磐起钵底」（意为「磐起之君」）或「乔荼伊湿伐羅」（意为「乔荼之主、自在」），犀那国王也自称「乔荼伊湿伐羅」。自此之后，两个名称在孟加拉地区开始等同。